# Črna pegavost
Črna pegavost je rastlinska bolezen, ki jo pri vinski trti (Vitis vinifera) povzroča gliva Phomopsis viticola. Gliva prezimuje v popkih rastline in se spomladi razmnožuje ter okužuje trto, dokler listi niso popolnoma razviti. Širjenje poteka preko spor, ki jih veter prenaša po zraku, z dežnimi kapljami pa se prenesejo na leseni del rastline, na katerem gliva uspeva. 
Bolezen se na lesu rastline kaže kot množica črnih pik in kolobarjev, ki se pojavijo v jeseni. Spomladi se bolezen pokaže na mladicah, na katerih spodnji listi postanejo pikasti in nagubani, listi pri belih sortah porumenijo, pri rdečih pa pordečijo, a ne odpadejo. Gliva okuži tudi listne peclje, včasih pa tudi grozdje, pri katerem jagode potemnijo (postanejo temno modre ali škrlatne in na koncu počrnijo) ter postanejo pegaste. 
Za zatiranje črne pegavosti se uporabljajo različni fungicidi, pogosto pa je močno napadene trte treba posekati in jih sežgati, da preprečimo širjenje glive po vinogradu.